# Corzón
Corzón o San Cristóbal de Corzón (llamada oficialmente San Cristovo de Corzón) es una parroquia del municipio de Mazaricos, en la provincia de La Coruña, Galicia, España.

## Entidades de población
Entidades de población que forman parte de la parroquia:
- Abeleiroas (As Abeleiroas)
- Busto
- Cacheiros
- Corzón
- Lugarnovo (O Lugarnovo)
- Ponte Olveira (A Ponte Olveira)
- Quintáns
- Sanfoga (Zanfoga)
- Vilar (Vilargueimonde)

## Demografía
| Gráfica de evolución demográfica de Corzón entre 2000 y 2018 |
|                                                              |
| Población de derecho según el padrón municipal del INE       |